# Metatomarctus
Metatomarctus — вимерлий рід підродини псових Borophaginae, родом із Північної Америки. Він жив протягом раннього та середнього міоцену, 23–16 млн років тому. Це був псовий середнього розміру і більш м'ясоїдний, ніж ранні борофагіни.